# Trigonanthus
Trigonanthus là một chi rêu trong họ Cephaloziaceae.